# مهیپ آرجیمان
مهیپ آرجیمان (انگلیسی: Muhip Arcıman؛ ۱۴ مارس ۱۹۱۶ – ۱۹۹۸) بازیگر اهل ترکیه بود.

## فیلم‌شناسی
- ۱۹۳۳: آرایشگر زیبا
- ۱۹۳۳: یک کلمه، یک خدا
- ۱۹۳۴: شکارچیان میلیونر
- ۱۹۳۹: بهشت خدا
- ۱۹۳۹: توسون پاشا
- ۱۹۴۰: ییلماز علی
- ۱۹۴۰: کاخ اقاقیا
- ۱۹۴۰: قربانی شهوت
- ۱۹۴۸: هارمانکایا
- ۱۹۵۱: یاووز سلطان سلیم و ینیچری حسن
- ۱۹۵۱: در حالی که استانبول خون می‌گرید
- ۱۹۵۱: وطن و نامق کمال
- ۱۹۵۲: صبح داوری
- ۱۹۵۲: طلوع خورشید از ایمرالی
- ۱۹۵۲: آخرین شب
- ۱۹۵۳: آهنگ مورد انتظار
- ۱۹۵۵: متجاوزان جنسی
- ۱۹۵۷: طوفان گذشت
- ۱۹۵۸: فاکس لمن
- ۱۹۵۹: سرنوشت تغییر نمی‌کند
- ۱۹۶۹: وطن و نامق کمال
- ۱۹۶۹: در حالی که استانبول خونین است
- ۱۹۷۲: قربانی شهوت
- ۱۹۷۶: افتخار خانوادگی
- ۱۹۷۷: کسی که دخترش را کتک نمی‌زند، زانویش را می‌زند
- ۱۹۸۲: چگونه شورش نکنیم
- ۱۳۶۲: آقا کوچولو
- ۱۹۸۴: آتش‌سوزی
- ۱۹۸۵: ترحم
- ۱۹۸۵: منشی
- ۱۹۸۶: پنجاهمین سالگرد درگذشت محمد عاکف ارسوی
- ۱۹۸۷: فردا فردا
- ۱۹۸۷: تاریکی در انتهای کوچه
- ۱۹۸۸: دزد مهربان
- ۱۹۸۹: آیاشلی و مستاجرانش
- ۱۹۹۶: شهناز تانگو
- ۱۹۹۶: جایی که عشق پایان می‌یابد